# Donald J. Trump Foundation
Die Donald J. Trump Foundation war eine im Jahr 1987 gegründete private Stiftung in den Vereinigten Staaten mit Sitz in New York City. Sie wurde von dem Immobilienunternehmer und späteren 45. US-Präsidenten Donald John Trump gegründet und 2018 per Gerichtsbeschluss aufgelöst. Die Stiftung spendete größtenteils Geld an andere gemeinnützige Institutionen, wurde von Trump aber auch für private Einkäufe sowie für die Unterstützung konservativer und republikanischer Gruppen verwendet.
Die Arbeit der Stiftung zog in der Vergangenheit Kontroversen, Kritik und Untersuchung staatlicher Behörden nach sich. Besonders während des Präsidentschaftswahlkampfs 2016 wurde diese nach der Veröffentlichung eines Berichts von David Fahrenthold in der Washington Post heftig kritisiert. Die zuständigen Strafverfolgungsbehörden konnten mehrere rechtliche Verstöße aufdecken.
Die Attorney General des Bundesstaates New York Barbara D. Underwood klagte im Juni 2018 die Trump Foundation sowie Donald Trump selbst und seine Kinder Ivanka, Eric und Donald Jr. wegen anhaltend illegaler Praktiken an. Im Rahmen eines Deals einigte man sich anschließend darauf, die Stiftung aufzulösen und das Geld an andere gemeinnützige Institutionen zu verteilen.

## Übersicht

### Organisation
Die Stiftung war auf eine Adresse in Woodbury, New York registriert. Die einzigen Mitarbeiter der Stiftung waren Donald Trump als selbsternannter Vorsitzender, seine Kinder Ivanka, Eric und Donald Jr., die im Direktorium der Stiftung saßen, sowie der Schatzmeister Alan Weisselberg. Dieser behauptete, dass er jahrelang nicht davon gewusst habe, dass er als Chief Financial Officer bei der Trump Foundation angestellt und Mitglied des Board of Directors war. Dies sei ihm erst bewusst geworden, als Ermittlungsbeamte ihn auf seine Rolle innerhalb der Stiftung angesprochen haben. Das Board of Directors kam laut Ermittlungen des New Yorker Attorney General das letzte Mal im Jahr 1999 zusammen.
Laut Jeffrey McConney, einem Angestellten der Trump Organization, ist Donald Trump allein für die Entscheidungen über die Verwaltung der Spenden zuständig.

### Zweck und Mittelverwendung
Ursprünglicher Zweck der Stiftung war es, die Einnahmen von der Veröffentlichung seines Buchs Trump: The Art of the Deal für gemeinnützige Zwecke zu spenden. Dabei führte die Stiftung keine eigenen wohltätigen Programme, sondern verteilte ihr Geld an andere Organisationen. Der Internal Revenue Service klassifizierte die Trump Foundation daher als private non-operating foundation (deutsch private nicht-operative Stiftung).
In den Jahren 2001 bis 2014 gingen etwa 36 % der Ausgaben der Stiftung an mehr als hundert verschiedene wohltätige Organisationen im Gesundheitswesen. Darüber hinaus wurde Geld auch an verschiedene Schulen und Museen gespendet. Nachdem Trump 2008 aufgehört hatte, eigenes Geld in die Stiftung zu stecken, wurde noch mehr Geld in das Gesundheitswesen investiert. Immer wieder wurde bekannt, dass Trump Gelder der Stiftung für private Angelegenheiten nutzte und anderen steuerbefreiten Organisationen als Rechnungsbegleichung zukommen ließ. Weiterhin missbrauchte Trump die Stiftung für eigene politische Zwecke, wie der Unterstützung seines Wahlkampfs, oder für die Beilegung von Rechtsstreits.

### Einnahmequellen
Bis 2015 steuerte Donald Trump 5,5 Millionen USD der Stiftung bei, wobei seine Zahlungen nach 2008 aussetzten. Weiterhin sind laut Recherchen der Washington Post bis 2015 9,3 Millionen USD aus anderen Quellen gekommen. Ein Großteil dieser Spenden kamen von Vince und Linda McMahon, die als Manager bei World Wrestling Entertainment tätig waren. Sie spendeten nach Auftritten Trumps bei den Wrestlemania-Veranstaltungen 2007 und 2009 insgesamt etwa fünf Millionen USD an die Stiftung. Die Stiftung erhielt außerdem mehrere Spenden nach der Zusammenarbeit von Trump mit weiteren Unternehmen. So spendete das Medienunternehmen NBC Universal 500.000 USD, Norwegian Cruise Line 100.000 USD und Comedy Central 400.000 USD. Weitere 600.000 USD kamen von anderen Wohltätigkeitsorganisationen.
Von 2006 bis 2016 spendeten weniger als 35 Personen und Organisationen für die Trump Foundation.

## Geschichte

### Gründung
Die Stiftung wurde 1987 in New York City von dem damaligen Immobilienunternehmer Donald Trump gegründet, welcher bis zum 23. Januar 2017 das Amt des Vorsitzenden bekleidete. Trump gründete die Stiftung mit den Einnahmen seines im selben Jahr veröffentlichten Buches Trump: The Art of the Deal. Im ersten Jahr nach der Gründung ernannte Trump sich selbst zum Vorsitzenden und übertrug der Stiftung 144.000 USD. Zwischen 1988 und 1990 spendete Trump etwa 1,2 Millionen USD an seine Stiftung, die das Geld wiederum an über hundert Wohltätigkeitsorganisationen in New York verteilte. Ob dieser Betrag von den Einnahmen des Buchs stammt, ist nicht bekannt.
Im Jahr 2007 wurde der in Trumps Besitz befindliche Club Mar-a-Lago von der Stadt Palm Beach aufgrund eines Streits um die Größe eines Fahnenmasts mit einer Geldstrafe von 120.000 USD belegt. In einer Vereinbarung einigte man sich darauf, dass der Club 100.000 USD an eine Wohltätigkeitsorganisation für Veteranen spenden sollte. Den Betrag bezahlte Trump aber über die Stiftung und nicht aus dem eigenen Vermögen.
In einer weiteren Rechtsstreitigkeit zahlte die Stiftung 158.000 USD an die Martin B. Greenberg Foundation. Diese diente als Vergleich für eine Klage, die Greenberg gegen den Trump National Golf Club Westchester in Briarcliff Manor eingereicht hatte. Greenberg behauptete, dass er einen Preis in Höhe von 1 Million Dollar für ein Hole-in-One bei einem Wohltätigkeitsgolfturnier im Jahr 2010 im Club gewonnen hatte, der Club ihm das Geld aber nicht auszahlte.
Ab 2010 nahm die Anzahl an Spenden zur Unterstützung konservativer politischer Gruppen deutlich zu. So gingen 100.000 USD an die Billy Graham Evangelistic Association und weitere Spenden an Organisationen wie Liberty Central, Palmetto Family Council und Citizens United. 2013 waren es mehrere konservative und religiöse Gruppen, die von der Trump Foundation Geld erhielten.

### Kritik an der Spendenverteilung
Während des Wahlkampfes für die US-Präsidentschaftswahlen 2016 behauptete Trump, eine Summe von mehreren Millionen US-Dollar für Kriegsveteranen zu spenden. Erst nach einer Nachfrage eines Journalisten der Washington Post und fehlender Antwort seitens der Stiftung wurde das Geld tatsächlich ausgezahlt. In einem Vergleich im November 2019, mit dem Trump zur Zahlung von 2 Millionen USD Schadensersatz verurteilt wurde, räumte er ein, dass die Spendenveranstaltung für Veteranen eine Wahlkampfveranstaltung war und dass das Management seiner Kampagne über die Kontrolle der Gelder verfügte.
Im Juni 2016 veröffentlichte Trump als Reaktion auf Kritik eine 93-seitige Liste mit mehr als 4.800 Spenden. Von diesen Spenden wurden etwa 2.900 kostenlose Golfrunden, 175 kostenlose Hotelübernachtungen, 165 kostenlose Mahlzeiten und 11 Gutscheine für Spas finanziert. Weiterhin wurde die Finanzierung einiger persönlicher Angelegenheiten aufgedeckt.
Im September kündigte der Generalstaatsanwalt des Bundesstaates New York Eric Schneiderman an, dass man gegen die Stiftung ermittle und forderte die Trump Foundation kurz darauf auf, die Sammlung von Spenden sofort einzustellen, da die Stiftung nicht die in New York nötigen Formulare für eine wohltätige Organisation ausgefüllt hatte. Daraufhin kündigte Trump an, die Stiftung aufzulösen. Dies sollte eine Reaktion auf die vielen Beschwerden über die Arbeit und die Spendenverteilung der Stiftung sein und verhindern, dass diese in Konflikt mit seiner Präsidentschaftskandidatur treten. Die Generalstaatsanwaltschaft von New York verhinderte jedoch die Auflösung der Stiftung, da noch Ermittlungen zu den Spenden der Stiftung liefen.
Die Trump Foundation bekannte sich schließlich dazu, Self-dealing betrieben und „Einkommen oder Vermögenswerte an nicht qualifizierte Personen“ übertragen zu haben.

### Auflösung
Am 14. Juni 2018 reichte die neue New Yorker Generalstaatsanwältin Barbara Underwood eine Zivilklage gegen die Stiftung, Trump selbst und Trumps erwachsene Kinder Ivanka, Eric und Donald Jr. ein, in der sie den Angeklagten vorwarf, sie hätten umfangreiches rechtswidriges Verhalten an den Tag gelegt und Donald Trump habe die Stiftung für persönliche Zwecke benutzt, um u. a. seine juristischen Schulden zu begleichen und seine Präsidentschaftskampagne zu unterstützen. Nach einem Antrag auf Abweisung der Klage durch den Anwalt von Trump Alan Futerfas und einem Memorandum gegen den Antrag durch die Generalstaatsanwältin entschied die Richterin Saliann Scarpulla im November 2018, den Antrag auf Abweisung abzulehnen.
Am 7. November 2019 ordnete Scarpulla an, dass Trump eine Entschädigung in Höhe von 2 Millionen USD für den Missbrauch der Stiftung für seine geschäftlichen und politischen Zwecke zahlen muss, und wies an, das Geld aus dem Vergleich an acht verschiedene Wohltätigkeitsorganisationen (mit 250.000 USD pro Organisation) zu spenden. Die Anklage hatte ursprünglich eine Strafe von 2,8 Millionen USD gefordert. Diesen Betrag hatte die Richterin jedoch als zu hoch empfunden, da die unrechtmäßigen Spenden der Stiftung trotzdem für wohltätige Zwecke verwendet wurden. Da nur etwa 1,8 Millionen USD im Besitz der Trump Foundation waren, wurden diese gleichmäßig auf die acht Wohltätigkeitsorganisationen aufgeteilt. Weiterhin musste Trump im Rahmen des Vergleichs 19 Geständnisse ablegen, in denen er den Missbrauch von Geldern der Stiftung einräumt, sowie Beschränkungen für künftige Wohltätigkeitsarbeit zustimmen. Die Auflösung der Trump Foundation unter gerichtlicher Aufsicht erfolgte schon Ende 2018.